# Новоэстоновское
Новоэстоновское — исчезнувшее село в Отрадненском районе Краснодарского края. Располагалось на территории современного Отрадненского сельского поселения. Снято с учёта постановлением законодательного собрания Краснодарского края № 683-П от 04/07/1997.

## География
Село располагалось в 6 км к востоку от станицы Отрадной. Близлежащие населенные пункты: на юго востоке в 3,5 км — аул Абаза-Хабль, 5 км. — хутор Грушка, в 6 км. — аул Мало-Абазинск; на северо-западе в 4 км. — посёлок Южный.

## История
После окончания Гражданской войны руководство Баталпашинского округа предложило эстонцам, проживавшим в селе Марухо-Эстонское, переселиться с гор на равнину. Для переселения были предложены бывшие земли помещика Стоялова вблизи станицы Отрадной. Весной 1923 года около 70 семейств сёл Марухо-Эстонское и Хуссы-Кардоник, а также 12 семейств из других сёл, основали хутор Эстоновский. На новое место, в разобранном виде, были перенесены дома, школа, церковь. Пахотную землю на общем собрании разделили поровну: по два гектара на каждого члена семьи, а пастбище для скота оставили общим. В 1930 году в селе организовался колхоз «Уус Тээ» (Новый Путь). Колхоз сразу же выбился в передовые, по всем видам сельхозпродукции перевыполнял госпоставки. Голод 1933 года обошёл село стороной. И до середины 1930-х годов село пополнялось всё новыми переселенцами из различных концов Советского Союза.
В 1937 году при обмолоте хлеба искра от локомотива попала в солому, и часть урожая сгорела. За вредительство был арестован председатель колхоза Эдуард Ассор. 28 июня 1938 г. в село прибыло около 20 машин с сотрудниками УНКВД по Краснодарскому краю. В сельский клуб было согнано всё взрослое мужское население. В ходе предварительного следствия им вменялось в вину участие в Эстонской националистической контрреволюционной диверсионно-шпионской и террористической организации, проведение вредительской работы в колхозе, сбор разведывательных сведений и «вооружённое выступление против Советской власти в случае нападения на СССР капиталистических государств». В Краснодар для продолжения допросов и следствия из села были вывезены 97 мужчин и 1 женщина (Мария Ассор, жена бывшего председателя колхоза). В октябре 1938 г. по решению троек НКВД все арестованные (за исключением 4-х человек) были расстреляны. (7 февраля 1956 г. дело так называемой Эстонской националистической контрреволюционной диверсионно-шпионской и террористической организации было пересмотрено Военным трибуналом Северо-Кавказского военного округа, который отменил постановления «Особой тройки» УНКВД Краснодарского края от 26 сентября 1938 г. Все лица, проходящие по этому делу, были полностью реабилитированы).
В конце 1938 г. Ново-Эстонский сельский совет решением крайисполкома был переименован в Предгорненский. После «чистки» в селе остались только женщины, дети и старики. Была закрыта эстонская школа. Некогда богатый колхоз пришел в полный упадок. После Великой Отечественной войны население начало покидать село.
Ныне на месте села пустырь, а на месте клуба полигон для зaxоpoнения токсичных отходов.

## Население
По переписи 1926 г. в селе проживало 358 человек (176 мужчин и 182 женщины), в том числе эстонцев — 99 %.

## Память
28 июля 1990 года в Таллинне в память о репрессиях 1938 года, поставлен мемориал «Uus-Eesti». На двух черных глыбах, символизирующих села — Новоэстонское и Банатовское, пострадавших в тот год, — список расстрелянных крестьян-эстонцев.